# Monumento ai caduti del Risorgimento
Il Monumento ai Caduti del Risorgimento di Arezzo, originariamente chiamato Monumento ai Caduti nelle Patrie Battaglie, si trova in piazza del Popolo. È stato inaugurato nel 1880.

## Storia
Dopo l'epoca del Risorgimento si sentì il bisogno di creare simboli che potessero rappresentare l'Unità d'Italia e quindi instaurare un sentimento di patriottismo nei nuovi cittadini. La città di Arezzo decise così di dedicare un monumento a tutti i soldati morti combattendo per ottenere l'indipendenza dai domini stranieri. Il monumento, attraverso la sua imponenza, doveva ricordare a tutti coloro che ne ammiravano la maestosità, che la libertà ottenuta era stata conseguita attraverso dolore e sangue.
Nel 1876 fu istituito un comitato provinciale per reperire i fondi per la realizzazione di tale monumento; il 27 febbraio del 1877 una commissione artistica, addetta a valutare i progetti proposti, scelse il bozzetto in legno dell'ingegnere locale Giuseppe Aretini, il quale iniziò a dirigere i lavori due anni dopo, nel 1879.
Il monumento fu inaugurato in occasione del 10º anniversario della breccia di Porta Pia, Il 20 settembre del 1880.

## Descrizione
Il monumento ha un forte impatto visivo. È realizzato in marmo, attraverso diverse modellazioni dello stesso materiale. 
Scomponendo l'opera nelle parti che la compongono troviamo un basamento, un piedistallo, una colonna e sulla sommità il simbolo di una stella a cinque punte.
Il basamento, in appoggio sopra una scalinata, funge da base forte ed imponente per il piedistallo. Su quest'ultimo troviamo delle formelle decorate con dei bassorilievi. La colonna, forte e massiccia, è la porzione di monumento che meglio rappresenta la staticità e l'imponenza del monumento. Infatti, per la colonna è stato scelto uno stile importante e soprattutto quello che meglio di tutti rappresenta e simboleggia la solidità e la forza, ovvero lo stile dorico.
La rastremazione della colonna, ovvero il diametro che si riduce man mano che dalla base risale verso la cima, cioè fino al collarino, elemento anulare di raccordo che unisce il fusto della colonna al capitello, evidenzia ancor di più questa sensazione di forza e staticità. La rastremazione non è però uniforme: a circa un terzo del fusto è presente un lieve rigonfiamento detto entasi che impedisce alla colonna di sembrare innaturalmente sottile.
Sulla sommità del monumento, in appoggio sopra il capitello, una sfera sostiene la stella a cinque punte, la Stella d'Italia, in bronzo con placcatura color oro.

## I simboli ed il loro significato
Il monumento è ricco di riferimenti e allusioni simboliche. L'immaginario del mondo greco si mescola al gusto architettonico ottocentesco creando molte particolarità estetiche.
Basamento: Formelle in bassorilievo con scudi raffiguranti il simbolo della città di Arezzo e dei ducati del comprensorio provinciale.
Piedistallo: Bassorilievi di Vittorio Emanuele II e Giuseppe Garibaldi. Entrambe le rappresentazioni sono affiancate negli angoli dello stesso piedistallo, anch'essi in bassorilievo, da immagini che riproducono gli strumenti e le armi utilizzati nei combattimenti dell'epoca. Ad esempio si rilevano il cannone, la baionetta, la spada e il copricapo indossato dallo stesso Giuseppe Garibaldi.
Colonna: Lo stile utilizzato è quello dorico per enfatizzare l'imponenza dell'opera. La colonna è rastremata, ovvero il diametro si riduce man mano che dalla base si risale verso la cima, cioè fino al collarino, elemento anulare di raccordo che unisce il fusto della colonna al capitello, probabilmente per evidenziare la funzione statica della colonna sottoposta a compressione dalle forze trasmesse alla stessa.
Collarino: Racchiude la sommità della colonna e la collega al capitello, anch'esso dorico.
Stella: La stella, sorretta da una sfera, è di bronzo placcato color oro. È il più antico simbolo patrio italiano, dato che risale all'antica Grecia.

## Il monumento oggi

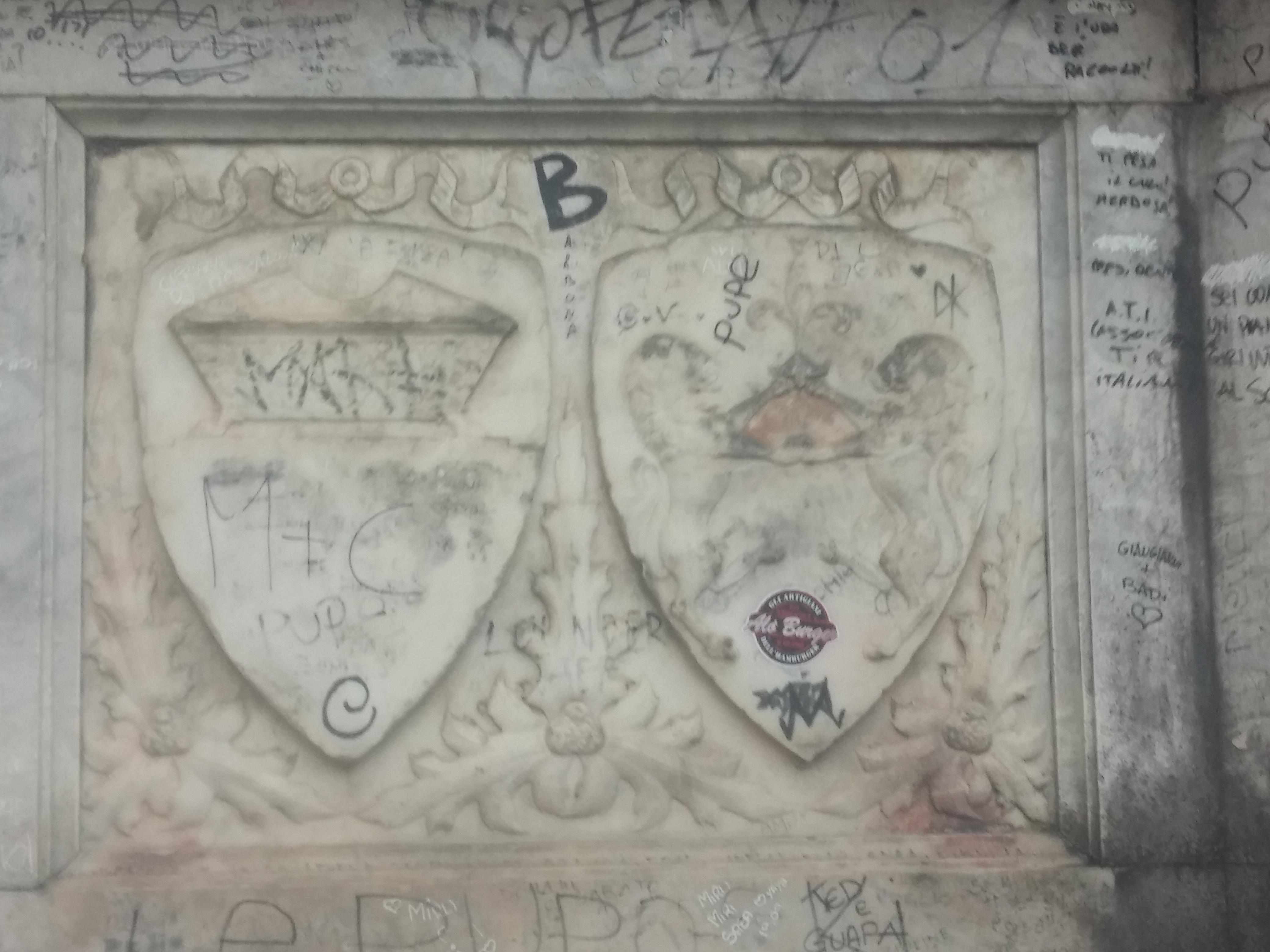
Particolare del degrado del monumento ai caduti del Risorgimento di Arezzo

Il monumento oggi si trova in un avanzato stato di degrado con erbacce che spuntano dalle crepe, e graffiti e scritte che ricoprono gran parte del basamento. Per cercare di valorizzare maggiormente il monumento, donandogli una migliore visibilità, era stata avanzata da parte del Comune la proposta di spostarlo davanti alla stazione ferroviaria di Arezzo.